# Coppa Europa (atletica leggera)
La Coppa Europa fu una competizione di atletica leggera per squadre nazionali.
Fondata nel 1965 e organizzata dall'European Athletic Association, si tenne a cadenze irregolari fino al 1976, poi biennale fino al 1993 e, da allora, annuale fino al 2008, anno della sua soppressione, per un totale di 29 edizioni.
Dal 2009 al suo posto si disputano i Campionati europei a squadre di atletica leggera, che prevede la partecipazione di dodici squadre nazionali e classifica unificata maschile e femminile.

## Regolamento
L'ossatura di questa competizione prevedeva tre livelli, in ordine decrescente di importanza: la Super League, la First League e infine la Second League. A differenza della Super League, composta da 8 nazioni inserite in un unico girone, sia nella First League che nella Second League erano presenti 2 gironi con 8 o più nazioni. Un'importante precisazione riguarda il fatto che ogni nazione doveva presentare 2 squadre: una maschile ed una femminile che gareggiavano separatamente, per due competizioni diverse, senza classifica combinata.
Il regolamento prevedeva che ogni anno, sia a livello femminile che a livello maschile, dalla Super League retrocedessero le squadre in rappresentanza delle nazioni che si erano classificate all'ultimo e al penultimo posto. Erano promosse nella massima serie invece le vincitrici dei 2 gironi della First League. Nella Second League retrocedevano le ultime 2 dei gironi della First League, ed accedevano le prime 2 dei gironi della Second League (erano comunque presenti delle eccezioni a questo schema).
Il punteggio di ogni gara veniva così assegnato: chi si era classificato primo in una determinata gara riceveva il punteggio massimo, equivalente al numero di nazioni che partecipavano alla competizione (es. Atleta X = 1º nei 100 m, nazioni partecipanti alla First League girone B = 8, l'Atleta X totalizzerà 8 punti) fino a scalare per arrivare all'ultimo classificato che riceveva 1 punto. Nel caso in cui un atleta non concludeva la gara oppure era squalificato non riceveva nessun punto.
Il regolamento prevedeva che la competizione fosse formata da 20 gare maschili e da 20 femminili. Al termine di queste gare venivano stilate due classifiche distinte (maschile e femminile), per ciascuna delle quali venivano sommati i punti ottenuti dagli atleti di ogni nazione nelle varie specialità.
Ogni nazione poteva iscrivere al massimo 26 concorrenti uomini e 26 concorrenti donne. Ogni gara era disputata da un atleta (o da una staffetta) per ciascuna squadra.
Se la Coppa Europa era solitamente disputata nelle 20 gare abituali di questo sport, per le rimanenti specialità non comprese in questa manifestazione erano state create apposite competizioni separate, in differenti sedi e date, che tuttora hanno luogo:
- Coppa Europa di maratona, per la maratona;
- Coppa Europa di marcia, per la marcia (20 e 50 km);
- Coppa Europa dei 10000 metri, per i 10000 metri piani (tolti per la durata, considerata eccessiva della prova, soprattutto per motivi televisivi);
- Coppa Europa di prove multiple, per le prove multiple (decathlon ed eptathlon);
- Coppa Europa invernale di lanci, per i lanci che non prevedono una stagione indoor (quindi lancio del disco, lancio del martello e lancio del giavellotto).

## Edizioni e albo d'oro
| #  | Anno | Sede Super League                   | Sede First League                     | Nazione vincitrice (uomini) | Nazione vincitrice (donne) |
| -- | ---- | ----------------------------------- | ------------------------------------- | --------------------------- | -------------------------- |
| 1  | 1965 | Stoccarda (uomini) Kassel (donne)   | -                                     | Unione Sovietica            | Unione Sovietica           |
| 2  | 1967 | Kiev                                | -                                     | Unione Sovietica            | Unione Sovietica           |
| 3  | 1970 | Stoccolma (uomini) Budapest (donne) | -                                     | Germania Est                | Germania Est               |
| 4  | 1973 | Edimburgo                           | -                                     | Unione Sovietica            | Germania Est               |
| 5  | 1975 | Nizza                               | -                                     | Germania Est                | Germania Est               |
| 6  | 1977 | Helsinki                            | Göteborg (uomini) Třinec (donne)      | Germania Est                | Germania Est               |
| 7  | 1979 | Torino                              | Karlovac (uomini) Parigi (donne)      | Germania Est                | Germania Est               |
| 8  | 1981 | Zagabria                            | Atene (uomini) Pescara (donne)        | Germania Est                | Germania Est               |
| 9  | 1983 | Londra                              | Praga (uomini) Sittard (donne)        | Germania Est                | Germania Est               |
| 10 | 1985 | Mosca                               | Budapest                              | Unione Sovietica            | Unione Sovietica           |
| 11 | 1987 | Praga                               | Göteborg                              | Unione Sovietica            | Germania Est               |
| 12 | 1989 | Gateshead                           | Bruxelles (uomini) Strasburgo (donne) | Regno Unito                 | Germania Est               |
| 13 | 1991 | Francoforte                         | Barcellona                            | Unione Sovietica            | Germania                   |
| 14 | 1993 | Roma                                | Bruxelles                             | Russia                      | Russia                     |
| 15 | 1994 | Birmingham                          | Valencia                              | Germania                    | Germania                   |
| 16 | 1995 | Villeneuve-d'Ascq                   | Basilea Turku                         | Germania                    | Russia                     |
| 17 | 1996 | Madrid                              | Lisbona Bergen                        | Germania                    | Germania                   |
| 18 | 1997 | Monaco                              | Praga Dublino                         | Regno Unito                 | Russia                     |
| 19 | 1998 | San Pietroburgo                     | Budapest Malmö                        | Regno Unito                 | Russia                     |
| 20 | 1999 | Parigi                              | Lahti Atene                           | Germania                    | Russia                     |
| 21 | 2000 | Gateshead                           | Oslo Bydgoszcz                        | Regno Unito                 | Russia                     |
| 22 | 2001 | Brema                               | Vaasa Budapest                        | Polonia                     | Russia                     |
| 23 | 2002 | Annecy                              | Banská Bystrica Siviglia              | Germania                    | Russia                     |
| 24 | 2003 | Firenze                             | Lappeenranta Velenje                  | Francia                     | Russia                     |
| 25 | 2004 | Bydgoszcz                           | Plovdiv Istanbul                      | Germania                    | Russia                     |
| 26 | 2005 | Firenze                             | Gävle Leiria                          | Germania                    | Russia                     |
| 27 | 2006 | Malaga                              | Praga Salonicco                       | Francia                     | Russia                     |
| 28 | 2007 | Monaco                              | Vaasa Milano                          | Francia                     | Russia                     |
| 29 | 2008 | Annecy                              | Leiria Istanbul                       | Regno Unito                 | Russia                     |